# 菊池泰二
菊池 泰二（きくち たいじ、1933年 - ）は、日本の海洋生物学者。

## 経歴・人物
九州大学総長を務めた法学者菊池勇夫の二男として、福岡市に生まれる。兄に東洋史学者菊池英夫、弟に経済学者菊池光造、法学者菊池高志がいる。1952年福岡県立修猷館高等学校を経て、1956年九州大学理学部生物学科を卒業。1961年同大学院理学研究科博士課程を単位取得退学し、理学博士となる。
九州大学理学部助手を経て、1970年同教授に就任し、九州大学理学部附属天草臨界実験所所長を併任する。1996年退職、九州大学名誉教授。その後、九州ルーテル学院大学人文学部教授に就任し、2004年退職。
1990年より1997年まで日本ベントス学会会長、2001年より2003年まで生態系工学研究会会長、2002年より2003年まで日本貝類学会評議員を務めた。

## 著書
- 『海底動物の世界』（中央公論社、1981年）
- 『天草の渚―浅海性ベントスの生態学』（東海大学出版会、2006年）